# Albert Tarradas Paneque
Albert Tarradas Paneque (Alt Empordà, 9 de desembre de 1996) és un polític català, elegit diputat al Parlament de Catalunya en les eleccions de 2021 per Vox, en la circumscripció de Girona.

## Trajectòria
Tarradas és tècnic superior en comerç internacional. Tarradas va treballar al Parlament Europeu, on va rebre atenció mediàtica perquè va increpar el president de la Generalitat de Catalunya, Carles Puigdemont el febrer de 2020 durant un discurs.
Tarradas va iniciar la seva carrera política amb el partit polític Vox. És president d'aquesta organització a la província de Girona. Tarradas va ser cap de llista de VOX per Girona en les eleccions generals d'abril de 2019, encara que no va aconseguir l'escó. En les eleccions municipals del 26 de maig de 2019, va encapçalar la llista de regidors a l'Ajuntament de Girona, novament sense aconseguir la plaça. A les eleccions al Congrés dels Diputats de novembre de 2019 va concórrer de número dos.
Tarradas va ser elegit diputat al Parlament de Catalunya per la circumscripció de Girona en les eleccions del 14 de febrer de 2021, sent l'únic candidat electe de Vox per aquesta província. Va ser el diputat més jove en la XIII legislatura. El 6 de març de 2023 va publicar al seu compte d'Instagram el missatge en castellà «el patriotismo es alegría», juntament amb tres imatges de la seva visita al Valle de los Caídos, indret on resta enterrat el fundador de Falange José Antonio Primo de Rivera i, fins al 2019, el mateix Francisco Franco. A la visita al recinte de culte franquista va anar acompanyat de Júlia Calvet, presidenta de l'associació juvenil ultraespanyolista S'ha Acabat!, i del també militant de Vox Iván Cánovas.